# 安倍理津子
安倍 理津子（あべ りつこ、本名：熊木 律子、1948年10月7日 - ）は、日本の歌手。旧芸名は安倍律子。一時期、安倍理津子名義、その後、安倍里葎子で活動。2020年3月11日、再び安倍理津子に改名。所属事務所はオフィス里葎子。所属レコード会社はテイチクエンタテインメント。
北海道札幌市出身。札幌香蘭女子学園高等学校卒業。血液型：A。

## 来歴・人物
- 小学校高学年からクラシックバレエを習い始め、バレエの先生を志す[1]。一方で中学生から高校生の頃にはアナウンサーか声優か電話交換手になりたいと思うようになったが、もう一つくらい趣味を持てとの祖母の勧めで、祖母の古い友人の息子のラテン歌手がやっていた「札幌ミュージックスクール」でレッスンを受け、彼のすすきののラテンミュージックの店「ジョージの城」で歌い始める[1]。高校卒業後はあるデパートの呉服売り場に就職する予定だったが、これを辞退して歌のレッスンを続けながら子供にバレエを教えていた。しかし手伝っていたバレエの先生に音楽喫茶で歌っていることがバレて、これがいかがなものかとされる。ちょうどその頃バレエに行き詰まっていたこともあって、バレエを辞めて歌をやっていくことを選択[1]。その音楽喫茶でマスターと昵懇だった平尾昌晃に1969年の夏に声をかけられ、1970年3月に上京し、レッスンが始まる[1]。1970年8月1日にキングレコードより発売されたデビューシングル『愛のきずな』のヒットにより、第12回日本レコード大賞新人賞などを受賞。デビュー当時に付いたキャッチフレーズは「Oh！ビューティフル・タッチ」[1]。「水着姿以外の取材はお断り」という宣伝戦略も話題になった[1]。その後『愛のおもいで』『お嫁に行くなら』などのシングルがヒットした後、低迷期が続く。
- 芸名の「安倍」は、中学生の時に1人だけ、本名の熊木の熊（bear）に因んで自分を「ベアちゃん」と呼ぶ友人がいたことから、ベアを芸能界の業界用語のようにひっくり返してアベにしたことからによる[1]。
- 1983年、橋幸夫の新作としてデュエット曲『今夜は離さない』制作に当たって作詞家から相手役オーディションの誘いを受け、先入観をなくすために名前を伏せて録音した数人の音源を聞いた中から橋幸夫らによって安倍が選出される。しかし、同曲ヒット後に自分ひとりでもやれると考えて橋の事務所から一方的に離脱。以降、松方弘樹、桜木健一、林与一、誠直也らとデュエット曲を発表、「デュエットの女王」の異名を得る。
- 現在もリサイタル・ディナーショーなどで歌手活動を継続している。なお2014年に不義理をしてしまっていた橋と和解している。
- 都内港区在住。
- 2020年3月11日、母親の誕生日である3月11日に東日本大震災が発生したこともあって、「多くの皆様に夢をもっていいただける歌を歌っていきたい。2020年がデビュー50周年なので、これを機に心を新たにしてさらに精進していきたい」との思いで安倍里葎子から安倍理津子に改名。
- 趣味は韓国ドラマ視聴、パチンコ、100均での爆買い。

## ディスコグラフィ

### シングル
| #  | 発売日          | 曲順 | タイトル                             | 作詞            | 作曲       | 編曲       | 名義        | レーベル        | 規格品番   |
| -- | --------------- | ---- | ------------------------------------ | --------------- | ---------- | ---------- | ----------- | --------------- | ---------- |
| 1  | 1970年 8月1日   | A面  | 愛のきずな                           | 加茂亮二        | 鈴木淳     | 船木謙一   | 安倍 律子   | キング レコード | BS-1241    |
| 1  | 1970年 8月1日   | B面  | 誰れかの恋人                         | 加茂亮二        | 鈴木淳     | 船木謙一   | 安倍 律子   | キング レコード | BS-1241    |
| 2  | 1971年 1月1日   | A面  | 愛でくるんだ言訳                     | 加茂亮二        | 鈴木淳     | 森岡賢一郎 | 安倍 律子   | キング レコード | BS-1305    |
| 2  | 1971年 1月1日   | B面  | 女のしぐさ                           | 加茂亮二        | 鈴木淳     | 森岡賢一郎 | 安倍 律子   | キング レコード | BS-1305    |
| 3  | 1971年 5月1日   | A面  | 愛のおもいで                         | 加茂亮二        | 鈴木淳     | 小谷充     | 安倍 律子   | キング レコード | BS-1382    |
| 3  | 1971年 5月1日   | B面  | 愛は二倍                             | 加茂亮二        | 鈴木淳     | 小谷充     | 安倍 律子   | キング レコード | BS-1382    |
| 4  | 1971年 9月1日   | A面  | お嫁に行くなら                       | 加茂亮二        | 平尾昌晃   | テディ池谷 | 安倍 律子   | キング レコード | BS-1423    |
| 4  | 1971年 9月1日   | B面  | たそがれに別れて                     | 山上路夫        | 平尾昌晃   | 小谷充     | 安倍 律子   | キング レコード | BS-1423    |
| 5  | 1971年 11月     | A面  | 恋ごよみ                             | 阿久悠          | 鈴木邦彦   | 鈴木邦彦   | 安倍 律子   | キング レコード | BS-1455    |
| 5  | 1971年 11月     | B面  | 愛に理屈はないけれど                 | 加茂亮二        | 鈴木邦彦   | 鈴木邦彦   | 安倍 律子   | キング レコード | BS-1455    |
| 6  | 1972年 2月      | A面  | 十三夜                               | 石松秋二        | 長津義司   | 高田弘     | 安倍 律子   | キング レコード | BS-1486    |
| 6  | 1972年 2月      | B面  | 並木の雨                             | 高橋掬太郎      | 原野為二   | 尾田悟     | 安倍 律子   | キング レコード | BS-1486    |
| 7  | 1972年 2月      | A面  | カスバの女                           | 大高ひさを      | 久我山明   | 尾田悟     | 安倍 律子   | キング レコード | BS-1487    |
| 7  | 1972年 2月      | B面  | かりそめの恋                         | 高橋掬太郎      | 飯田三郎   | 尾田悟     | 安倍 律子   | キング レコード | BS-1487    |
| 8  | 1972年 4月10日  | A面  | 情熱の季節                           | 阿久悠          | 鈴木邦彦   | 鈴木邦彦   | 安倍 律子   | キング レコード | BS-1520    |
| 8  | 1972年 4月10日  | B面  | 夜明けの宝石                         | 阿久悠          | 鈴木邦彦   | 鈴木邦彦   | 安倍 律子   | キング レコード | BS-1520    |
| 9  | 1972年 6月      | A面  | 愛のふれあい                         | 山北由希夫      | 小町昭     | 高田弘     | 安倍 律子   | キング レコード | BS-1561    |
| 9  | 1972年 6月      | B面  | 愛のさざなみ                         | なかにし礼      | 浜口庫之助 | 高田弘     | 安倍 律子   | キング レコード | BS-1561    |
| 10 | 1972年 8月      | A面  | 恋の手ほどき                         | 阿久悠          | 中村泰士   | 高田弘     | 安倍 律子   | キング レコード | BS-1569    |
| 10 | 1972年 8月      | B面  | ふしあわせな秋                       | 阿久悠          | 中村泰士   | 高田弘     | 安倍 律子   | キング レコード | BS-1569    |
| 11 | 1973年 1月      | A面  | 孤独                                 | 中村泰士        | 中村泰士   | 森岡賢一郎 | 安倍 律子   | キング レコード | BS-1631    |
| 11 | 1973年 1月      | B面  | 爪を切らせた人                       | 岩谷時子        | 中村泰士   | 森岡賢一郎 | 安倍 律子   | キング レコード | BS-1631    |
| 12 | 1973年 6月      | A面  | 律子のタンゴ                         | ちあき哲也      | 鈴木淳     | 森岡賢一郎 | 安倍 律子   | キング レコード | BS-1688    |
| 12 | 1973年 6月      | B面  | 恋はマジック                         | 安井かずみ      | 鈴木淳     | 森岡賢一郎 | 安倍 律子   | キング レコード | BS-1688    |
| 13 | 1973年 12月     | A面  | 孔雀の羽根                           | 千家和也        | 筒美京平   | 高田弘     | 安倍 律子   | キング レコード | BS-1785    |
| 13 | 1973年 12月     | B面  | 恋人たちの夜                         | 千家和也        | 筒美京平   | 高田弘     | 安倍 律子   | キング レコード | BS-1785    |
| 14 | 1974年 7月      | A面  | 朝が来たら                           | 千家和也        | 鈴木邦彦   | 高田弘     | 安倍 律子   | キング レコード | BS-1847    |
| 14 | 1974年 7月      | B面  | 私から愛をこめて                     | 千家和也        | 鈴木邦彦   | 高田弘     | 安倍 律子   | キング レコード | BS-1847    |
| 15 | 1975年 3月      | A面  | 雨のルンバ                           | 千家和也        | 浜圭介     | 森岡賢一郎 | 安倍 理津子 | キング レコード | BS-1915    |
| 15 | 1975年 3月      | B面  | すきなひと                           | 千家和也        | 浜圭介     | 森岡賢一郎 | 安倍 理津子 | キング レコード | BS-1915    |
| 16 | 1976年 5月      | A面  | 傷                                   | 森ミドリ        | 森ミドリ   | 森ミドリ   | 安倍 律子   | キング レコード | GK-8       |
| 16 | 1976年 5月      | B面  | 愛を忘れたかもめ                     | 森ミドリ        | 森ミドリ   | 森ミドリ   | 安倍 律子   | キング レコード | GK-8       |
| 17 | 1976年 11月     | A面  | のんだくれ                           | 東海林良        | 森ミドリ   | 高田弘     | 安倍 律子   | キング レコード | GK-55      |
| 17 | 1976年 11月     | B面  | 寝がえり                             | 東海林良        | 森ミドリ   | 高田弘     | 安倍 律子   | キング レコード | GK-55      |
| 18 | 1977年 8月      | A面  | おんな                               | 千家和也        | 浜圭介     | 森岡賢一郎 | 安倍 律子   | キング レコード | GK-118     |
| 18 | 1977年 8月      | B面  | 恋の別れ酒                           | 千家和也        | 浜圭介     | 田辺信一   | 安倍 律子   | キング レコード | GK-118     |
| 19 | 1978年 7月      | A面  | 愛のためいき                         | たかたかし      | 中山大三郎 | 小谷充     | 安倍 律子   | キング レコード | GK-229     |
| 19 | 1978年 7月      | B面  | 恋人形                               | たかたかし      | 中山大三郎 | 京建輔     | 安倍 律子   | キング レコード | GK-229     |
| 20 | 1979年 5月      | A面  | くわえ煙草                           | 門谷憲二        | 西島三重子 | 高田弘     | 安倍 律子   | キング レコード | GK-310     |
| 20 | 1979年 5月      | B面  | 面影                                 | 門谷憲二        | 西島三重子 | 高田弘     | 安倍 律子   | キング レコード | GK-310     |
| 21 | 1979年 12月     | A面  | 博多夜船                             | 高橋掬太郎      | 大村能章   | 桜田誠一   | 安倍 律子   | キング レコード | GK-365     |
| 21 | 1979年 12月     | B面  | 天竜下れば                           | 長田幹彦        | 中山晋平   | 桜田誠一   | 安倍 律子   | キング レコード | GK-365     |
| 22 | 1981年 7月      | A面  | 倖せに…なれるかな                    | 橋本淳          | 中島薫     | 竜崎孝路   | 安倍 律子   | ミノルフォン    | KA-2018    |
| 22 | 1981年 7月      | B面  | ひと夜だけの夢                       | 橋本淳          | 中島薫     | 竜崎孝路   | 安倍 律子   | ミノルフォン    | KA-2018    |
| 23 | 1988年 3月2日   | A面  | 女の四季                             | 荒木とよひさ    | 千木良政明 | 上原修     | 安倍 里葎子 | BMG             | B07S-18    |
| 23 | 1988年 3月2日   | B面  | 年下ごのみ                           | 吉法かずさ      | 南杜夫     | 上原修     | 安倍 里葎子 | BMG             | B07S-18    |
| 24 | 1991年 9月6日   | 01   | 明け六ツトンボ                       | 荒木とよひさ    | 鈴木淳     | 桜庭伸幸   | 安倍 里葎子 | トーラス        | TADL-7327  |
| 24 | 1991年 9月6日   | 02   | 今夜は最高                           | たかたかし      | 幸耕平     | 南郷達也   | 安倍 里葎子 | トーラス        | TADL-7327  |
| 25 | 1994年 8月10日  | 01   | 人妻しぐれ                           | 早川詩朗        | 板谷隆     | 竜崎孝路   | 安倍 里葎子 | トーラス        | TADL-7383  |
| 25 | 1994年 8月10日  | 02   | 遅春花                               | 関口義明        | 岩上峰山   | 竜崎孝路   | 安倍 里葎子 | トーラス        | TADL-7383  |
| 26 | 1996年 5月25日  | 01   | アンダー・ザ・タブー                 | 友利歩未        | 長沢ヒロ   | 若草恵     | 安倍 里葎子 | トーラス        | TADL-7418  |
| 26 | 1996年 5月25日  | 02   | 瞬間の砂                             | 友利歩未        | 長沢ヒロ   | 若草恵     | 安倍 里葎子 | トーラス        | TADL-7418  |
| 27 | 1997年 12月20日 | 01   | バラの香水                           | 荒木とよひさ    | 幸耕平     | 今泉敏郎   | 安倍 里葎子 | バンダイ        | APDA-244   |
| 27 | 1997年 12月20日 | 02   | 酔いどれ天使                         | 荒木とよひさ    | 幸耕平     | 今泉敏郎   | 安倍 里葎子 | バンダイ        | APDA-244   |
| 28 | 2001年 10月25日 | 01   | 鏡のなかで                           | たかたかし      | 幸耕平     | 矢野立美   | 安倍 里葎子 | フリーボード    | FBDX-1002  |
| 28 | 2001年 10月25日 | 02   | 女舟慕情                             | 伊藤勝夫        | 吉野達弥   | トキ末吉   | 安倍 里葎子 | フリーボード    | FBDX-1002  |
| 29 | 2003年 5月1日   | 01   | 想い出まくら                         | 小坂恭子        | 小坂恭子   | 宮本光雄   | 安倍 里葎子 | フリーボード    | FBDX-1019  |
| 29 | 2003年 5月1日   | 02   | バラの香水                           | 荒木とよひさ    | 幸耕平     | 今泉敏郎   | 安倍 里葎子 | フリーボード    | FBDX-1019  |
| 30 | 2004年 9月23日  | 01   | 函館山から                           | 小椋佳          | 小椋佳     | 宮本光雄   | 安倍 里葎子 | フリーボード    | FBCM-22    |
| 30 | 2004年 9月23日  | 02   | 東京Gスポット                        | 美樹克彦        | 美樹克彦   | 桜庭伸幸   | 安倍 里葎子 | フリーボード    | FBCM-22    |
| 31 | 2009年 4月22日  | 01   | 愛の命日                             | 秋元康          | 平尾昌晃   | 矢野立美   | 安倍 里葎子 | フリーボード    | FBCM-83    |
| 31 | 2009年 4月22日  | 02   | 悲しみを夢に抱いて                   | 荒木とよひさ    | 平尾昌晃   | 竜崎孝路   | 安倍 里葎子 | フリーボード    | FBCM-83    |
| 32 | 2012年 8月1日   | 01   | 運命の女                             | 松井五郎        | 都志見隆   | 都志見隆   | 安倍 里葎子 | フリーボード    | FBCM-150   |
| 32 | 2012年 8月1日   | 02   | ONE NIGHT LOVE                       | 荒木とよひさ    | 平尾昌晃   | 竜崎孝路   | 安倍 里葎子 | フリーボード    | FBCM-150   |
| 33 | 2014年 9月24日  | 01   | 愛されても 愛されても 愛されたりない | 朝比奈京子      | 小田純平   | 矢田部正   | 安倍 里葎子 | フリーボード    | FBCM-177   |
| 33 | 2014年 9月24日  | 02   | 私だけのピアニスト                   | 朝比奈京子      | 小田純平   | 矢田部正   | 安倍 里葎子 | フリーボード    | FBCM-177   |
| 34 | 2017年 7月19日  | 01   | 恋人気分で                           | たかたかし      | 幸耕平     | 伊戸のりお | 安倍 里葎子 | テイチク        | TECA-13777 |
| 34 | 2017年 7月19日  | 02   | 狸小路の夜は更けて                   | たかたかし      | 幸耕平     | 伊戸のりお | 安倍 里葎子 | テイチク        | TECA-13777 |
| 34 | 2017年 7月19日  | 03   | 感じるままに私を抱いて               | 北里浩 我入道隆 | 北里浩     | 周防泰臣   | 安倍 里葎子 | テイチク        | TECA-13777 |
| 35 | 2021年 4月21日  | 01   | 願い                                 | 三戸亜耶        | 大貫祐一郎 | 大貫祐一郎 | 安倍 理津子 | テイチク        | TECA-21014 |
| 35 | 2021年 4月21日  | 02   | ヘッドライト・テールライト           | 中島みゆき      | 中島みゆき | 大貫祐一郎 | 安倍 理津子 | テイチク        | TECA-21014 |
| 35 | 2021年 4月21日  | 03   | 接吻〜くちづけ〜                     | 荒木とよひさ    | 鈴木淳     | 桜庭伸幸   | 安倍 理津子 | テイチク        | TECA-21014 |
| 36 | 2024年 10月30日 | 01   | 想い出は翼                           | 笹公人          | 金田一郎   | 佐藤和豊   | 安倍 理津子 | テイチク        | TECA-24063 |
| 36 | 2024年 10月30日 | 02   | 月は答えてくれない                   | もりちよこ      | 金田一郎   | 佐藤和豊   | 安倍 理津子 | テイチク        | TECA-24063 |

#### デュエット・シングル
| 発売日          | デュエット | 曲順 | タイトル                                      | 作詞           | 作曲           | 編曲       | 名義        | レーベル          | 規格品番   |
| --------------- | ---------- | ---- | --------------------------------------------- | -------------- | -------------- | ---------- | ----------- | ----------------- | ---------- |
| 1978年 12月     | 松方弘樹   | A面  | 銀座は恋の十字路                              | 矢野亮         | 吉田矢健治     | 高田弘     | 安倍 律子   | キング レコード   | GK-273     |
| 1983年 7月21日  | 橋幸夫     | A面  | 今夜は離さない                                | 藤波研介       | 幸耕平         | 南郷達也   | 安倍 里葎子 | リバスター        | 7RC-0007   |
| 1983年 7月21日  | 橋幸夫     | B面  | 男と女                                        | 池田充男       | 伊藤雪彦       | 杉村俊博   | 安倍 里葎子 | リバスター        | 7RC-0007   |
| 1984年 6月21日  | 桜木健一   | A面  | 誘惑                                          | 池田充男       | 浜松雄踏       | 南郷達也   | 安倍 里葎子 | リバスター        | 7RC-0025   |
| 1984年 6月21日  | -          | B面  | 愛終ワルツ (歌：安倍里葎子)                   | ふかせかずを   | 西谷翔         | 南郷達也   | 安倍 里葎子 | リバスター        | 7RC-0025   |
| 1985年 3月21日  | 林与一     | A面  | 遊びをせんとや生まれけむ                      | なかにし礼     | 平尾昌晃       | 竜崎孝路   | 安倍 里葎子 | リバスター        | 7RC-0044   |
| 1985年 3月21日  | -          | B面  | 遊びをせんとや生まれけむ (安倍里葎子ソロVer.) | なかにし礼     | 平尾昌晃       | 竜崎孝路   | 安倍 里葎子 | リバスター        | 7RC-0044   |
| 1986年 1月21日  | 松方弘樹   | A面  | 時計を見ないで                                | みなみらんぼう | みなみらんぼう | 竜崎孝路   | 安倍 里葎子 | リバスター        | 7RC-0057   |
| 1986年 1月21日  | -          | B面  | 愛盗人 (歌：安倍里葎子)                       | 司千香         | 沢しげと       | 竜崎孝路   | 安倍 里葎子 | リバスター        | 7RC-0057   |
| 1987年 6月21日  | 誠直也     | A面  | 札幌City Light'87                             | きさらぎ圭介   | 幸耕平         | 南郷達也   | 安倍 里葎子 | RVC               | RHS-284    |
| 1987年 6月21日  | 誠直也     | B面  | ぬくもりを抱いて                              | きさらぎ圭介   | 幸耕平         | 上原修     | 安倍 里葎子 | RVC               | RHS-284    |
| 1990年 9月19日  | KINYA      | 01   | お出かけチャチャ                              | 下地亜記子     | 美樹克彦       | 竜崎孝路   | 安倍 里葎子 | トーラス          | TADL-7314  |
| 1993年 3月17日  | 幸耕平     | 01   | 今夜は最高                                    | たかたかし     | 幸耕平         | 南郷達也   | 安倍 里葎子 | トーラス          | TADL-7356  |
| 1993年 3月17日  | 幸耕平     | 02   | 札幌City Lights'93                            | きさらぎ圭介   | 幸耕平         | 竜崎孝路   | 安倍 里葎子 | トーラス          | TADL-7356  |
| 2002年 10月23日 | 一條ひろし | 01   | 赤と黒の情熱                                  | 建石一         | 杉本眞人       | 伊戸のりお | 安倍 里葎子 | バップ            | VPDA-20904 |
| 2012年 8月1日   | 大沢樹生   | 01   | 今夜もしものストーリー                        | 松井五郎       | 都志見隆       | 都志見隆   | 安倍 里葎子 | フリーボード      | FBCM-149   |
| 2012年 8月1日   | -          | 02   | 鏡のなかで (歌：安倍里葎子)                   | たかたかし     | 幸耕平         | 矢野立美   | 安倍 里葎子 | フリーボード      | FBCM-149   |
| 2023年 5月1日   | 長谷川祐典 | 01   | 愛のリズム                                    | 北里浩         | 北里浩         | 多田三洋   | 安倍 理津子 | エスプロ レコーズ | SPRO-1151  |

#### 委託制作盤
- 企画：日本高速フェリー

| 発売日     | 曲順 | タイトル                 | 作詞     | 作曲   | 編曲   | 名義     | レーベル        | 規格品番 |
| ---------- | ---- | ------------------------ | -------- | ------ | ------ | -------- | --------------- | -------- |
| 1972年 2月 | B面  | 恋のさんふらわあに乗って | 白鳥朝詠 | 小室等 | 小町昭 | 安倍律子 | キング レコード | NCS-357  |

### アルバム
- LP

| 発売日    | タイトル                         | 名義       | レーベル       | 規格品番  |
| --------- | -------------------------------- | ---------- | -------------- | --------- |
| 1971年    | Oh!ビューティフル・タッチ        | 安倍律子   | キングレコード | SKD-56    |
| 1971年    | "律子"その愛                     | 安倍律子   | キングレコード | SKD-67    |
| 1971年    | お嫁に行くなら                   | 安倍律子   | キングレコード | SKD-93    |
| 1971年    | 安倍律子 ベスト・アルバム        | 安倍律子   | キングレコード | SKA-14    |
| 1972年    | 日本調だよ!安倍律子              | 安倍律子   | キングレコード | SKA-16    |
| 1972年    | 律子の季節                       | 安倍律子   | キングレコード | SKA-25    |
| 1972年    | 安倍律子・ベスト20               | 安倍律子   | キングレコード | ALL-8     |
| 1973年    | 安倍律子ベスト20〜律子のタンゴ〜 | 安倍律子   | キングレコード | SKA-57    |
| 1974年    | 歌は限りなく 女ごころの叙情      | 安倍律子   | キングレコード | NAS-7004  |
| 1974年    | 孔雀の羽根                       | 安倍律子   | キングレコード | SKA-75    |
| 1975年    | 魅惑のコーラス 女の愛と哀しみ    | 安倍理津子 | キングレコード | SKA-114   |
| 1978年    | 安倍律子 魅力のすべて            | 安倍律子   | キングレコード | SKA-206   |
| 1979年    | く・わ・え・煙・草               | 安倍律子   | キングレコード | SKS-78    |
| 1979年    | 格子づくり 日本情緒を唄う        | 安倍律子   | キングレコード | SKS-94    |
| 1981年8月 | 倖せに…なれるかな                | 安倍律子   | ミノルフォン   | KCD-1010  |
| 1984年9月 | 誘惑                             | 安倍里葎子 | リバスター     | 28RL-0007 |

- CD

| 発売日        | タイトル                                 | 名義       | レーベル       | 規格品番  |
| ------------- | ---------------------------------------- | ---------- | -------------- | --------- |
| 1991年1月30日 | 安倍里葎子ヒストリー 20年の足跡          | 安倍里葎子 | トーラス       | TACL-2327 |
| 1991年7月5日  | 里葎子〜ひとり、ふたり〜                 | 安倍里葎子 | トーラス       | TACL-2334 |
| 1996年8月1日  | いつも…愛                                | 安倍里葎子 | トーラス       | TACL-2422 |
| 2002年2月28日 | た・だ・い・ま                           | 安倍里葎子 | フリーボード   | FBCX-1002 |
| 2004年1月21日 | 想い出まくら〜安倍里葎子ベスト〜         | 安倍里葎子 | フリーボード   | FBCX-1008 |
| 2006年4月5日  | 函館山から〜函館山を舞台に旅立ちを唄う〜 | 安倍里葎子 | フリーボード   | FBCX-1018 |
| 2008年7月23日 | 安倍里葎子全曲集〜函館山から〜           | 安倍里葎子 | フリーボード   | FBCX-1032 |
| 2012年6月27日 | 安倍里葎子全曲集2012                     | 安倍里葎子 | フリーボード   | FBCX-1054 |
| 2013年4月25日 | 安倍律子全曲集                           | 安倍律子   | キングレコード | NKCD-8058 |

## 出演

### テレビドラマ
- 新 番頭はんと丁稚どん第39話（1972年12月27日）（毎日放送）
- 風呂上がりの夜空に（1987年）（テレビ朝日）
- アイラブユーからはじめよう（1989年）（TBS）
- 土曜ワイド劇場『探偵事務所(4) 死んでいく依頼人!連続殺人犯は屋上密室から消えた…』（1996年9月7日）（テレビ朝日）
- 月曜ドラマスペシャル『山村美紗ミステリー・エジプト女王の棺』（1999年3月22日）（TBS）

### その他のテレビ番組
- NHK歌謡コンサート（NHK総合）…2010年2月2日出演、『愛のきずな』を歌唱
- BS日本のうた（NHK BS-2）
- 夜のヒットスタジオ（フジテレビ）
- この人この歌（NHK BS-2）
- ラブラブショー（フジテレビ）
- 君こそスターだ!（フジテレビ）
- 歌謡びんびんハウス（テレビ朝日）
- ズバリ!悩みおまかせ（サンテレビ）
- いきなりビデカラ大作戦
- 通信販売番組での「ビデオカラオケ・うた自慢」のプロモーション出演（安倍自身が監修・プロデュースしたもの）
- BSいきいき歌謡塾 - MC